# Tigrioides remota
Tigrioides remota là một loài bướm đêm thuộc phân họ Arctiinae, họ Erebidae.